# مؤسسة سايبروج

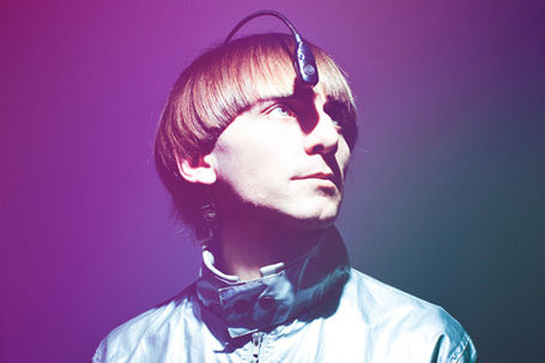

مؤسسة سايبروج (Cyborg Foundation) هي منظمة غير ربحية أنشئت عام 2010م، وأسسها الفنان نيل هاربيسون (Neil Harbisson) الناشط السايبورغي بمساعدة مصمم الرقصات مون ريباس (Moon Ribas) الذي كان شريك عمره. وهذه المؤسسة هي منشأة متخصصة في بحث وإنشاء وتشجيع المشاريع المرتبطة بتوسيع وابتكار معانٍ ومفاهيم جديدة عن طريق تطبيق التكنولوجيا على جسم الإنسان. وتتخذ مؤسسة سايبروج من تكنوكامباس ماتارو (Tecnocampus Mataro) مقرًا لها (برشلونة) وتتعاون مع عدد من المؤسسات والجامعات والمراكز البحثية المنتشرة في أنحاء العالم.
وتتمثل رسالة المؤسسة في مساعدة الناس الذين أصبحوا سيبرانيين في تعزيز استخدامهم للسيبرانية بحيث تكون جزءًا من جسم الإنسان وحماية حقوق السيبرانيين. وتؤمن المؤسسة بأن تقنية العين المركبة وأي ملحقات سيبرانية أخرى ينبغي معاملتها على أنها جزء من أجزاء الجسم وليست أجهزة، ومن ثم لا ينبغي أبدًا بيعها ولا مانع من التبرع بها.
ويذكر هاربيسون أن المؤسسة لا تنوي إصلاح حواس الناس، فالمؤسسة لا تفرق بين الأشخاص ذوي الإعاقة والأشخاص العاديين حيث يؤمن بأننا جميعًا نحتاج إلى أن نوسع من حواسنا ومداركنا: "إذا ما نظرنا إلى الأجناس الأخرى فسنجد أننا جميعًا معاقون فقدرة الكلب مثلاً على السمع والشم تفوقنا بمراحل كثيرة
"
تبرع هاربيسون بعيون مركبة للجمعيات التي ترعى فاقدي البصر وعلم الألوان للأطفال الفاقدين لنعمة البصر ليساعدهم في تطوير الإحساس بالألوان. ويؤمن هاربيسون أن تقنية العين المركبة وأي ملحقات سبرانية أخرى ينبغي معاملتها على أنها جزء من أجزاء الجسم وليست أجهزة، ومن ثم لا ينبغي أبدًا بيعها ولا مانع من التبرع بها.

## نبذة تاريخية
جاء إنشاء هذه المؤسسة استجابة للكم الهائل من الخطابات والرسائل الإلكترونية التي تلقاها نيل هاربيسون من أشخاص في مختلف أنحاء العالم يودون أن يصبحوا سبرانيين. ومنذ نشأة المؤسسة وهي تطلق مشاريع جديدة لتطوير الحواس وتتبرع بـالعيون المركبة لجمعيات رعاية المكفوفين في أوروبا وآسيا وأمريكا. وكان صبري تينبيركين هو أول فاقد للبصر يجرب العين المركبة وتبعه طلاب فاقدون للبصر من مؤسسة برايل بلا حدود في منطقة تبت (Tibet ) وأعضاء في جمعية بيشينشا للمكفوفين (Sociedad de Ciegos de Pichincha) في الإكوادور.
وفي عام 2010م كانت المؤسسة هي الفائز الأول بجوائزCre@tic، التي تنظمها تكنوكامباس ماتارو.
وفي عام 2011م، وبعد زيارة هاربيسون لـكيتو (Quito)، أعلن لينين مورينو نائب رئيس الإكوادور أن حكومته ستتعاون مع مؤسسة سايبروج لتصنيع ملحقات حسية وعيون إلكترونية.
وفي عام 2012م، بعد إلقاء محاضرة في كلية الفنون التطبيقية بيرنامبوكو (Escola Politécnica de Pernambuco) في ريسيف (Recife)، وقعت مؤسسة سايبروج اتفاق شراكة لتصنيع ملحقات سبرانية جديدة بالتعاون مع جامعة بيرنامبوكو (Universidade de Pernambuco) في البرازيل.

## وصلات خارجية
- TED Global: “Listening to Picasso”
- La Vanguardia: “Nace una fundación dedicada a convertir humanos en ciborgs”
- The New York Times: “A surgical implant for seeing colors through sound”